# Grimm (televíziós sorozat)
A Grimm amerikai bűnügyi televíziós sorozat, melynek alkotói Stephen Carpenter, David Greenwalt és Jim Kouf. A sorozat az Egyesült Államokban 2011. október 28-án indult az NBC csatornán, végül 2017. március 31-én fejeződött be rövidebb hosszúságú 6. évaddal. Magyarországon először 2012. február 10-én került adásba a TV2 jóvoltából. 

## Történet
A sorozat Nick Burkhardt gyilkossági nyomozó életét követi nyomon az oregoni Portlandben. Nagynénjétől egy utcai párharc során tudja meg, hogy különleges ősök, a "Grimmek" leszármazottja, akiknek az a feladatuk, hogy fenntartsák a békét és az egyensúlyt az emberiség és a mitikus lények között a világban. Eszerint a Grimm történetek karakterei igazából is léteznek, az emberek tudta nélkül. A veszélyes lények elleni küzdelmében barátja, Monroe és társa, Hank Griffin nyomozó nyújt segítséget.
Az epizódok elején megjelenő idézetek az eredeti Grimm fivérek történeteiből származnak és az aktuális rész szereplőire utalnak.

## Szereplők
- Nick Burkhardt (David Giuntoli)

A műsor fő- és címszereplője. Nick egy gyilkossági nyomozó, aki gyámjától, Marie (Kate Burton)-től tudja meg, hogy a Grimm vadász-család leszármazottja, így az ő feladata, hogy harcoljon a természetfeletti erőkkel. Mint ősei, ő is úgy látja a mitikus lények arcát, ahogy senki más, ugyanis képes látni az igazi valójukat. Erre a képességére utal, hogy már korábban is gyors és pontos következtetéseket hozott az egyének motivációjáról és múltjáról.
- Hank Griffin (Russel Hornsby)

Nick társa a gyilkossági osztályon. Tudja, hogy partnere valójában egy Grimm, ennek ellenére legjobb barátja. A sorozat kezdetére négy házasságon van túl, amik hatására rendkívül szarkasztikus lett.
- Juliette Silverton (Bitsie Tulloch)

Nick barátnője, ismeri Nick másik oldalát. Állatorvosként dolgozik. Marie néni arra biztatja Nicket, hogy biztonsága érdekében hagyja el Juliettet, ám a férfi nem hallgat rá, és feleségül kéri a lányt.
- Monroe (Silas Weir Mitchell)

A természetfeletti világ része, egy visszavonult dúvad, aki ismeretei révén segíti Nick ügyeit. Bár családi konfliktusai vannak a Grimmekkel (nagyapját egy Grimm ölte meg egy faluban történt mészárlás miatt), Nick jóbarátja lesz. Gyakran tart vele egy-egy eset felderítése során, így segítséget nyújt a természetfeletti lényekkel való ismerkedéshez.
- Sean Renard (Sasha Roiz)

Nick politikai kapcsolatokkal rendelkező felettese, a kapitány. Egy rejtélyes lény-közösség tagja, melynek szándékai ismeretlenek, így fenyegetést jelenthet Nickre, aki nem tud főnöke valódi életéről. Feltehetőleg egy magas rangú egyén ebben a társulatban, ugyanis a tagok kiemelkedő tisztelettel bánnak vele és felségnek is szólítják.
- Wu őrmester (Reggie Lee)

Hank és Nick kollégája, rá marad a rendőrségi munka piszkos része.
- Rosalee Calvert (Bree Turner)

Egy rőtbundás, aki a bátyja halála után veszi át annak fűszerboltját, amely a természetfeletti részére több árut kínál. Többször segít Nicknek és Monroe-nak eseteik kapcsán a tudásával, illetve alkímiával foglalkozó könyveivel.
- Adalind Schade (Claire Coffee

Egy ügyvéd, és egyben boszorkányszörny. Renardnak dolgozott a Keveréklény-világban, a Grimm, vagyis Nick ellen, ám az egy kisebb harcban elveszi az erejét. Ezért Adalind bosszút áll a nyomozón Julietten keresztül. Mivel Juliette állatorvos, Adalind a macskáját használja fel a tervéhez: olyan bájitalt készít a macskának, amitől a megkarmolt áldozat elfeledkezik egy konkrét személyről. Juliette a karmolás után kómába kerül, de végül Renard tervének köszönhetően felébred, ám ahogyan Adalind eltervezte, Juliette egyáltalán nem emlékszik Nickre. Ezek után Adalind Bécsbe költözik, de itt szexuális kapcsolatba kerül Renarddal és Renard testvérével, Ericcel is, és egyiküktől teherbe esik.

Nick által elvett varázserejét továbbra is hiányolja, ezért Stefania Vaduva Popescu segítségét kéri. A varázserő ára Adalind babája, ám a megegyezéssel ellentétben Adalind nem szolgáltatja át gyermekét, hanem menekülésbe kezd az Ellenállás segítségével. Portlandbe menekítik Nickhez, ám innen Renardhoz szökik. Végül nem sikerül megóvnia újszülöttjét, igaz, egy csellel végül mégsem Viktor herceghez, hanem egy biztonságos helyre kerül. Adalind ezt nem tudván belemegy a Viktor által ajánlott alkuba, és végrehajtja a tervét Nick ellen: egy bájitallal elveszi Grimm-képességeit.

## Epizódok
| Évad | Évad | Részek száma | Részek száma | Eredeti sugárzás    | Eredeti sugárzás  | Eredeti adó | Magyar sugárzás     | Magyar sugárzás     | Magyar adó    |
| Évad | Évad | Részek száma | Részek száma | Évadbemutató        | Évadzáró          | Eredeti adó | Évadbemutató        | Évadzáró            | Magyar adó    |
| ---- | ---- | ------------ | ------------ | ------------------- | ----------------- | ----------- | ------------------- | ------------------- | ------------- |
|      | 1.   | 22           | 22           | 2011. október 28.   | 2012. május 8.    | NBC         | 2012. február 10.   | 2012. november 16.  | TV2, Viasat 6 |
|      | 2.   | 22           | 22           | 2012. augusztus 13. | 2013. május 21.   | NBC         | 2012. november 23.  | 2013. szeptember 5. | TV2, Viasat 6 |
|      | 3.   | 22           | 22           | 2013. október 25.   | 2014. május 16.   | NBC         | 2014. január 23.    | 2015. május 5.      | TV2, Viasat 6 |
|      | 4.   | 22           | 22           | 2014. október 24.   | 2015. május 15.   | NBC         | 2016. március 22.   | 2016. május 21.     | Viasat 6      |
|      | 5.   | 22           | 22           | 2015. október 30.   | 2016. május 20.   | NBC         | 2016. november 29.  | 2017. február 7.    | Viasat 6      |
|      | 6.   | 13           | 13           | 2017. január 6.     | 2017. március 31. | NBC         | 2017. szeptember 9. | 2018. április 30.   | TV2, Viasat 6 |

## Sugárzás
Magyarországon a TV2 mutatta be 2012. február 10-én. 2012-2015 között a 3. szezonig vetítette 16-os és 18-as korhatárral felváltva, majd 2016-2018 között a Viasat 6 adó folytatta a sorozat végéig, végül furcsa módon a 4.-5. szezon kihagyásával a TV2 grátiszként leadta a 6. évadot. Európában és Ázsiában főképp a Universal Channel sugározza.[forrás?]